# Enosis Pezoporikou Amol Làrnaca
EPA Làrnaca, o  Enosis Pezoporikou Amol, (en grec modern: Ε.Π.Α. Λάρνακας, Ένωσις Πεζοπορικού Αμολ) fou un club xipriota de futbol de la ciutat de Làrnaca.

## Història
El club va ser fundat el 1930 per la fusió de dos clubs de la ciutat, el Pezoporikos i l'AMOL Làrnaca. Fou membre fundador de l'Associació Xipriota de Futbol i participà en el primer campionat xipriota el 1934/35. Anys més tard, el Pezoporikos es tornà a fundar. La seva millor època la visqué el 1944/45 i 1945/46, quan guanyà dos doblets (lliga i copa). El 1994 es fusionà amb el Pezoporikos Làrnaca i formà l'AEK Làrnaca FC. El club també va tenir seccions de basquetbol i voleibol.

## Palmarès

### Futbol
- Lliga xipriota de futbol (3): 1945, 1946, 1970
- Copa xipriota de futbol (5): 1945, 1946, 1950, 1953, 1955
- Supercopa xipriota de futbol (1): 1955

### Voleibol (femení)
- Lliga xipriota (1): 1976